# Пьюджет, Джейд
Джейд Эррол Пьюджет (англ. Jade Errol Puget; род. 28 ноября 1973 года в Санта-Розе, Калифорния) — американский музыкант, гитарист альтернативной рок-группы AFI с 1998 года, а также клавишник в электронной группе Blaqk Audio вместе с напарником из AFI Дэйви Хэвоком. Ранее выступал с коллективами Loose Change и Redemption 87.

## Биография
Джейд Пьюджет родился в 1973 году в калифорнийском городе Санта-Роза. В возрасте 17 лет окончил школу с хорошими оценками и поступил в Калифорнийский университет в Беркли, где в 1996 году Пьюджет обрёл степень бакалавра по социологии. После окончания колледжа Джейд присоединился к AFI. Джейд является вегетарианцем и придерживается идеологии straight edge.
У Джейда Пьюджета есть сводная сестра по имени Алиша, сводный брат Гибсон, и родной младший брат по имени Смит, который также является тур-менеджером AFI. Гибсон читает одно из стихотворений в интерлюдии к песне "...But Home is Nowhere" из полной версии альбома AFI Sing the Sorrow.
Он имеет различные татуировки, в том числе "18" (которая изначально была "13"), кошка, прыгающая через цифру 9 (такая же татуировка есть у Nick 13 из Tiger Army и у Дэйви Хэвока), и слово "committed" на животе. На его руках написаны слова "Boys Don't Cry" (дань уважения The Cure) и "Love Will Tear Us Apart" (память о Joy Division). К тому же, на его руке есть слово "Paprika".
До прихода в AFI 2 ноября 1998, Джейд Пьюджет играл в нескольких группах, в том числе Loose Change и Redemption 87. Его первым совместным альбомом с AFI был Black Sails in the Sunset 1999 года. Первая песня, которую он написал для группы стала "Malleus Maleficarum". При его участии были выпущены альбомы The Art of Drowning в 2000, Sing the Sorrow в 2003, Decemberunderground в 2006 и Crash Love в 2009 году.
Джейд Пьюджет был признан "Лучшим гитаристом" 2009 года по результатам голосования среди читателей в февральском выпуске журнала Alternative Press.
В июле 2011 года Джейд заключил помолвку со своей девушкой Мариссой Феста, с которой встречался до этого шесть лет.